# 比尔·马利肯
比尔·马利肯（英語：Bill Mulliken，1939年8月27日—2014年7月17日），美国男子游泳运动员，主攻蛙泳。他曾代表美国参加1960年夏季奥林匹克运动会游泳比赛，获得男子200米蛙泳金牌。